# Яндекс Go
Яндекс Go — мобильное приложение компании «Яндекс», связанное с транспортировкой и доставкой. Было создано на базе Яндекс Такси. Включает в себя несколько сервисов «Яндекса»: Такси, Драйв, Транспорт, Еда, Лавка, Магазины (под брендом Деливери), Доставка, Маркет, Афиша, Отели, сервис аренды электросамокатов, сервис аренды пауэрбанков «Бери заряд!» и сервис такси премиального классов «Ultima».

## Принцип работы
После запуска приложения «Яндекс Go» (на iOS, Android или HarmonyOS) пользователь на главной странице выбирает услугу, которой желает воспользоваться. Он может вызвать такси или грузовую машину, взять автомобиль в аренду (каршеринг), арендовать самокат (кикшеринг), заказать еду (продукты или готовые блюда из меню доступных ресторанов), а также сориентироваться в расписании наземного транспорта или вызвать курьера для доставки.
Такое объединение сервисов в единую систему позволило стать «Яндекс Go» одним из первых в России супераппов («супер приложение» — дословный перевод английского super-app). Опыт создания подобных приложений заимствован из Китая, где WeChat стал первым многофункциональным проектом, который удовлетворяет разные запросы и интересы потенциального пользователя (в том числе обмен сообщениями, социальная сеть, сервис для транзакций). В России, помимо «Яндекс Go», к супераппам могут быть причислены приложение банка «Тинькофф» и социальной сети «ВКонтакте».

## История
В ноябре 2019 года в приложении «Яндекс Такси» появилась возможность сделать заказ в «Яндекс Лавке»: функция работала в тестовом режиме и была доступна только в том случае, если район задаваемого адреса (начального или конечного) попадал в зону доставки из «Лавки».
В декабре 2019 генеральный директор «Яндекс Такси» Даниил Шулейко в интервью Forbes озвучил, что компания заинтересована в создании отдельного приложения, которое бы объединило уже имеющиеся сервисы, связанные с едой и транспортом, внутри уже действующего приложения «Яндекс Такси». Необходимость такой интеграции объяснялась конкуренцией за внимание пользователя.
Эксперимент начался с Казахстана, где была объединена работа «Яндекс Еды» и «Яндекс Такси». В России тестирование новой версии приложения «Яндекс Такси», где появились «Яндекс Еда» и «Яндекс Лавка», началось в марте 2020.
Обновлённое приложение с новым названием «Яндекс Go» было запущено 19 августа 2020 года. У всех сервисов, кроме «Яндекс Такси» и «Яндекс Транспорт», поддержка которых была прекращена еще в мае 2020 года, отдельные приложения продолжают действовать.
В конце ноября 2020 года на онлайн-конференции YaС была презентована новая функция приложения: курьерская доставка на конкретное время, выбранное пользователем. После того, как пользователь оформит заказ из интернет-магазина, который сотрудничает с «Яндекс Маркетом», его привезут в ближайшую к пользователю «Яндекс Лавку», оттуда же можно будет заказать курьера на точное время.
В начале июня 2021 премиальный сервис «Ultima Яндекс Go» стал официальным партнером Петербургского международного экономического форума. Его участники и гости могли заказать автомобиль премиальных классов «Ultima»: Business, Premier или Élite.
В июне 2021 пользователям сервиса «Яндекс Доставка» стала доступна функция оплаты заказа картой при его получении. Покупатели интернет-магазинов могут рассчитаться за товары с помощью смартфона курьера, в них была добавлена функция платежного терминала через NFC.
7 июля 2021 года в «Яндекс Go», во вкладке «Город», появилась аренда электросамокатов, услуга доступна в Москве в пределах ТТК и в нескольких парках. Для аренды используются электросамокаты модели Ninebot Max Plus, их максимальная скорость ограничена 20 км/час, в некоторых зонах, таких как зоны с плотным потоком пешеходов, вблизи детских садов и школ, скорость ограничена 10-15 км/час.
29 июля 2021 года в приложении «Яндекс Go» появилась вкладка «Яндекс Маркет Express». Функция позволяет заказать быструю доставку товаров из «Яндекс Маркета» за 1-2 часа, сейчас пользователям доступно более чем 140 тыс. товаров. Быстрая доставка возможна в Москве, Московской области и Санкт-Петербурге.
1 октября 2021 года функция аренды электросамокатов стала доступна жителям Краснодара.
3 февраля 2022 года в приложении появился индекс спроса на такси. Индекс объясняет динамическое ценообразование и показывает, что влияет на цену поездки в определенный момент времени.
15 апреля 2022 года в приложении «Яндекс Go» появилась возможность завести «Счёт». «Счёт» доступен для подписчиков «Яндекс Плюс», его можно пополнить с банковской карты и через СБП и использовать для оплаты услуг и покупок в различных сервисах Яндекса. Пользователи получают кешбек 5 % с каждой оплаты, он суммируется с бонусами от подписки «Плюс».
29 апреля 2022 года аренда электросамокатов «Яндекс Go» запустилась в Санкт-Петербурге. Также появился тариф «Фикс», в нем заранее показывается стоимость поездки до определенной локации.
В апреле 2023 года «Яндекс Go» запустил для корпоративных клиентов услугу заказа такси на срок до восьми часов «Час+» в тарифах «Эконом», «Комфорт», «Комфорт+» и «Бизнес» для поездок сразу по нескольким адресам.
14 июля 2023 года «Яндекс Go» открыл в Москве школу вождения самокатов для граждан старше 18 лет. Со временем такие школы планируется запустить в Санкт-Петербурге, Казани, Екатеринбурге и Краснодаре.
В 2024 году «Яндекс Go» добавил возможность аренды электровелосипедов «2.0» сервиса «Велобайк» прямо в своём приложении. Также, в конце 2024 года, «Яндекс» приобрёл сервис пауэрбанк-шеринга «Бери заряд!». Аренда внешних аккумуляторов стала доступна в приложении «Яндекс Go» в I квартале 2025 года.
20 марта 2025 года «Яндекс Go» запустил виртуальную очередь для пассажиров «Эконома» — она включается при пиковом спросе. «Новая функция поможет оптимизировать процесс заказа такси после массовых мероприятий. Пассажирам будет проще принять решение, на каком транспорте быстрее и выгоднее уехать».
В апреле в «Яндекс Go» появится возможность оплаты проезда в автобусах, троллейбусах и трамваях. Купить билет можно будет прямо в приложении, отсканировав QR-код, или с помощью Bluetooth. Для покупки билета через Bluetooth необходимо включить его на смартфоне, затем в разделе «Транспорт» выбрать свой автобус, трамвай или троллейбус и подтвердить оплату.
В августе 2025 года «Яндекс Go» запустил оплату проезда на «Аэроэкспрессе» в Москве. Кроме этого, в приложении можно посмотреть точное расписание «Аэроэкспресса» и оплатить поездку на поезде или автобусе.

## География и доступность сервисов
| Страна     | Дата появления  | Такси | Доставка | Транспорт | Еда | Драйв | Лавка | Самокаты | Ultima |
| ---------- | --------------- | ----- | -------- | --------- | --- | ----- | ----- | -------- | ------ |
| Россия     | 19 августа 2020 |       |          |           |     |       |       |          |        |
| Беларусь   | 19 августа 2020 |       |          |           |     |       |       |          |        |
| Грузия     | 19 августа 2020 |       |          |           |     |       |       |          |        |
| Казахстан  | 19 августа 2020 |       |          |           |     |       |       |          |        |
| Киргизия   | 19 августа 2020 |       |          |           |     |       |       |          |        |
| Сербия     | 19 августа 2020 |       |          |           |     |       |       |          |        |
| Узбекистан | 19 августа 2020 |       |          |           |     |       |       |          |        |
| Литва      | 20 августа 2020 |       |          |           |     |       |       |          |        |
| Молдавия   | 20 августа 2020 |       |          |           |     |       |       |          |        |
| Армения    | 24 августа 2020 |       |          |           |     |       |       |          |        |

## Технологии безопасности
«Яндекс Go» обеспечивает безопасность пассажиров и водителей такси с помощью следующих технологий:
- Мониторинг соблюдения скоростного режима фиксирует нарушения ограничений на дорогах.
- Технология безопасного назначения заказов выбирает исполнителя на заказ с учетом истории водителя и сложности маршрута.
- Мониторинг манеры вождения фиксирует резкие маневры, торможения и разгоны, оценивает дисциплину вождения.
- Дистанционный контроль исполнителя: проверка документов по фото, учет стажа, регулярное подтверждение личности водителя, контроль статуса лишения.
- Регулярный фотоконтроль состояния автомобиля.
- Агрегация данных по опросам в конце поездки: пристегнут ли водитель, исправны ли ремни безопасности пассажира, наличие средств индивидуальной защиты и т. п.

Во время эпидемии COVID-19 «Яндекс Go» поддерживал безопасность пользователей и партнеров сервиса:
- Для водителей и курьеров были организованы бесплатные пункты вакцинации и ревакцинации в Москве, Московской области и Санкт‑Петербурге.
- Для водителей, выполняющих заказы «Яндекс Такси», были организованы пункты дезинфекции автомобилей. Автомобили «Яндекс.Драйва» проходили дезинфекцию после каждой мойки. Алгоритм подсказывал быстрый маршрут до ближайшего пункта вакцинации, если водитель или курьер проезжал мимо или находился рядом с точкой, где можно поставить прививку.
- Курьеры, выполняющие заказы «Яндекс Еды» и «Яндекс Лавки», получали набор из маски, антибактериальных салфеток и антисептиков. В Москве и Санкт‑Петербурге на каждом «слоте» курьерам измеряли температуру.

Также «Яндекс Go» тестирует технологии распознавания нарушений на СИМ:
- При использовании одного электросамоката двумя и более лицами, самокат будет замедляться до 5 км/ч. Данную меру безопасности планируется внедрить в 2025 году.

## Социальные проекты
Осенью 2020 года «Яндекс Go» и анимационный холдинг «Рики» запустили проект по обучению детей безопасности в автомобиле. В проект вошли тематические выпуски мультфильмов с участием «Смешариков», подкаст, а также игра в формате дополненной реальности, QR-код для которой доступен в машинах такси «Детского тарифа».
С декабря 2020 года пользователи «Яндекс Go» могут поучаствовать в благотворительной инициативе компании, округлив сумму чека на любом этапе поездки в такси. Сумма округления (не более 9 рублей с каждой поездки) направляется на бесплатные поездки на такси для маломобильных подопечных благотворительных фондов в рамках проекта социального проекта «Помощь рядом». Только за два месяца работы проекта удалось собрать 5,5 млн рублей, а в марте 2021 сумма возросла до 9,5 млн рублей, а количество тех, кто регулярно совершает пожертвования достигло 200 тысяч. На состояние июля 2021 года проект «Помощь рядом» бесплатно оказывает услуги такси подопечным различных фондов в Москве, Московской области, Санкт-Петербурге, Екатеринбурге, Казани, Краснодаре, Новосибирске, Нижнем Новгороде, Челябинске, Тюмени, Ростове-на-Дону, Перми, Самаре, Омске, Чебоксарах, Уфе, Воронеже, Кирове и Нижнем Тагиле.
В апреле 2021 года стало известно, что «Яндекс Go» и Департамент транспорта Москвы готовят запуск совместной кампании, которая направлена на увеличение информации о правилах дорожного движения. По замыслу организаторов кампании, пользователей видео-сервиса «Яндекса» будут предупреждать о наличии в фильмах сцен поездок без ремней безопасности.
В июле 2023 года возможность округления чеков в пользу благотворительных фондов появилась в сервисе аренды самокатов «Яндекс Go» в Москве, Санкт-Петербурге, Казани, Екатеринбурге и Краснодаре.